# Розвіль (Міннесота)
Розвіль (англ. Roseville) — місто (англ. city) в США, в окрузі Ремсі штату Міннесота. Населення — 36 254 особи (2020).

## Географія
Розвіль розташований за координатами 45°0′56″ пн. ш. 93°9′18″ зх. д. / 45.01556° пн. ш. 93.15500° зх. д. (45.015422, -93.155011).  За даними Бюро перепису населення США в 2010 році місто мало площу 35,85 км², з яких 33,68 км² — суходіл та 2,17 км² — водойми.

## Демографія
Згідно з переписом 2010 року, у місті мешкало 33 660 осіб у 14 623 домогосподарствах у складі 8406 родин. Густота населення становила 939 осіб/км².  Було 15490 помешкань (432/км²).
Расовий склад населення:
| - 81,3 % — білих - 7,3 % — азіатів - 6,2 % — чорних або афроамериканців - 0,5 % — корінних американців - 2,0 % — осіб інших рас |

До двох чи більше рас належало 2,7 %. Частка іспаномовних становила 4,6 % від усіх жителів.
За віковим діапазоном населення розподілялося таким чином: 18,6 % — особи молодші 18 років, 61,2 % — особи у віці 18—64 років, 20,2 % — особи у віці 65 років та старші. Медіана віку мешканця становила 42,1 року. На 100 осіб жіночої статі у місті припадало 89,2 чоловіків;  на 100 жінок у віці від 18 років та старших — 86,6 чоловіків також старших 18 років.
Середній дохід на одне домашнє господарство  становив 79 880 доларів США (медіана — 63 678), а середній дохід на одну сім'ю — 98 845 доларів (медіана — 83 881). Медіана доходів становила 50 772 долари для чоловіків та 50 525 доларів для жінок. За межею бідності перебувало 11,5 % осіб, у тому числі 17,6 % дітей у віці до 18 років та 5,4 % осіб у віці 65 років та старших.
Цивільне працевлаштоване населення становило 17 968 осіб. Основні галузі зайнятості: освіта, охорона здоров'я та соціальна допомога — 31,4 %, науковці, спеціалісти, менеджери — 10,6 %, виробництво — 10,1 %.

## Спорт
у місті 1995 року пройшов чемпіонат світу з хокею з м'ячем серед чоловіків, а 2006 року чемпіонат світу з хокею з м'ячем серед жінок.